# 3858 Dorchester
3858 Dorchester је Марсов тројански астероид чија средња удаљеност од Сунца износи 2,189 астрономских јединица (АЈ).
Апсолутна магнитуда астероида је 13,7.